# NGC 17
NGC 34 (другие обозначения — NGC 17, VV 850, PGC 781) — пекулярная галактика в созвездии Кита.
Этот объект занесён в новый общий каталог несколько раз, с обозначениями NGC 34 и NGC 17.
NGC 17 является результатом недавнего столкновения двух богатых газом дисковых галактик. Столкновение вызвало вспышку звездообразования примерно 600 миллионов лет назад. В настоящее время активное звездообразование продолжается только в центральной части галактики. К галактике прилегают два состоящих из звёзд приливных «хвоста», протянувшихся на 38 и 26 килопарсек. Предполагается, что через несколько миллиардов лет NGC 34 превратится в галактику типа Sa по классификации Эдвина Хаббла с характерным центральным балджем и станет похожа на галактику «Сомбреро» (NGC 4594).